# Pakpahan (Onan Runggu)
Pakpahan is een bestuurslaag in het regentschap Samosir van de provincie Noord-Sumatra, Indonesië. Pakpahan telt 933 inwoners (volkstelling 2010).